# Herkus Monte
Herkus Monte (también conocido por Hercus, 1225-1273) fue el más famoso caudillo del Gran Levantamiento Prusiano (1260–1274) contra los caballeros teutónicos y las cruzadas bálticas. La rebelión se inició en septiembre de 1260 y tras la derrota de los cruzados en la batalla de Durbe, las incursiones se mantuvieron durante catorce años. El Chronicon terrae Prussiae de Peter von Dusburg menciona que Herkus era natangiano, uno de los clanes prusianos (prūšu) que se menciona en la crónica.
Los clanes prusianos fueron las primeras tribus bálticas en ser conquistadas por los caballeros teutónicos, que pisaron Chełmno en 1226 a requerimiento de Conrado I de Mazovia, cuya lucha con los prusianos había sido infrustuosa. La justificación de intervenir en Prusia era la conversión de los paganos al Cristianismo.
Cuando era muy joven, Herkus fue raptado por los caballeros teutónicos y llevado a Magdeburgo, Alemania. Vivió allí unos diez años, estudiando en la escuela del monasterio de St. Johannes der Täufer auf dem Berge y llegó a ser instruido. Probablemente también fue bautizado como Henricus, pero tras su liberación anuló algunas letras de su nombre y se llamaba a sí mismo Hercus o Herkus. Como estaba familiarizado con las tácticas militares alemanas, los natangianos le eligieron caudillo de sus ejércitos. Al principio, los primeros movimientos militares tuvieron éxito: el 21 de enero de 1261 derrotó a los cruzados en la batalla de Pokarwis. En 1262, fue seriamente herido durante el asedio de Königsberg. No obstante, se recuperó, y al año siguiente invadió la tierra de Chełmno con un gran ejército. En su camino de vuelta a Natangia, Herkus y sus hombres se vieron enfrentados con un contingente enemigo y en la consiguiente confrontación, la batalla de Löbau, un gran maestre y un mariscal, junto a cuarenta caballeros cruzados y sus soldados perecieron.
Debido a sus victorias, parcialmente los prusianos fueron capaces de retomar el control sobre sus territorios. Después de 1263, las crónicas no mencionan a Herkus hasta 1272. En la década de 1260, los caballeros teutónicos reciben apoyo del papa y de Europa occidental y en consecuencia tuvieron mejores resultados en su lucha contra los prusios. Los rebeldes, incapaces de capturar ciudades y mantener los asedios a las fortalezas del enemigo, comenzaron a sufrir una guerra de desgaste y perder la lucha. Hacia 1272, Herkus con un pequeño grupo de sus seguidores, se vio forzado a retirarse hacia los bosques del sur de Prusia. En el margen de un año, fue capturado y ahorcado. En 1274 la rebelión finalizó y la Orden Teutónica siguió su estrategia de conquistar el resto de clanes paganos bálticos.

## Cultura popular
El héroe prusiano Herkus Monte fue aupado por los lituanos durante el régimen comunista soviético como un símbolo de resistencia y libertad. La región norte de Prusia, reclamada por Alemania como Memelland por el Tratado de Versalles e identificada como Lituania Menor, tiene a Herkus Monte como uno de sus iconos. La avenida principal de la ciudad de Memel (hoy Klaipėda en Prusia Oriental), se llamaba calle de Herkaus Manto. Su vida y dramática resistencia a un enemigo poderoso fueron base para numerosas expresiones artísticas. Juozas Grušas escribió el drama histórico Herkus Mantas, retratándole como un héroe romántico. La película lituana "Herkus Mantas" (1972), dirigida por Marijonas Giedrys, fue una de las más populares películas durante el periodo soviético (1945-1990) pues los lituanos bajo el yugo soviético pudieron identificarse a sí mismos como prusianos en su lucha contra los caballeros teutónicos.